# Tomu Uchida
Pour les articles homonymes, voir Uchida.
Tomu Uchida (内田 吐夢, Uchida Tomu), de son vrai nom Tsunejirō Uchida (内田 常次郎, Uchida Tsunejirō), né le 26 avril 1898 à Okayama et mort le 7 août 1970, est un acteur et un réalisateur japonais.

## Biographie
Né à Okayama, Uchida part à 16 ans pour Yokohama pour travailler dans une fabrique de piano. Après son service militaire, il travaille comme accordeur de piano, dans une grande pauvreté. C'est durant cette période qu'il développe une passion pour le monde occidental et adopte le surnom de Tom, transcrit par deux caractères qui peuvent se lire Tomu.
Thomas Kurihara (ja) et Jun'ichirō Tanizaki lui offrent ses premiers rôles au cinéma au début des années 1920 au sein de la Taikatsu. À partir de 1926, il travaille comme réalisateur pour la compagnie Nikkatsu. Il s'impose rapidement comme un des réalisateurs les plus importants de l'avant-guerre au Japon, avec des films comme Kagirinaki zenshin (1937) et Tsuchi (1939). Fervent nationaliste, il soutient l'aventure militariste du Japon et décide de s'exiler en 1940 en Mandchourie, alors contrôlée par le Japon, pour y tourner des films. Fait prisonnier par les Chinois, il restera en Chine jusqu'en 1953, contraint un temps au travail forcé et découvrant la pensée de Mao. La critique communiste de la société sera un élément important de sa filmographie à venir.

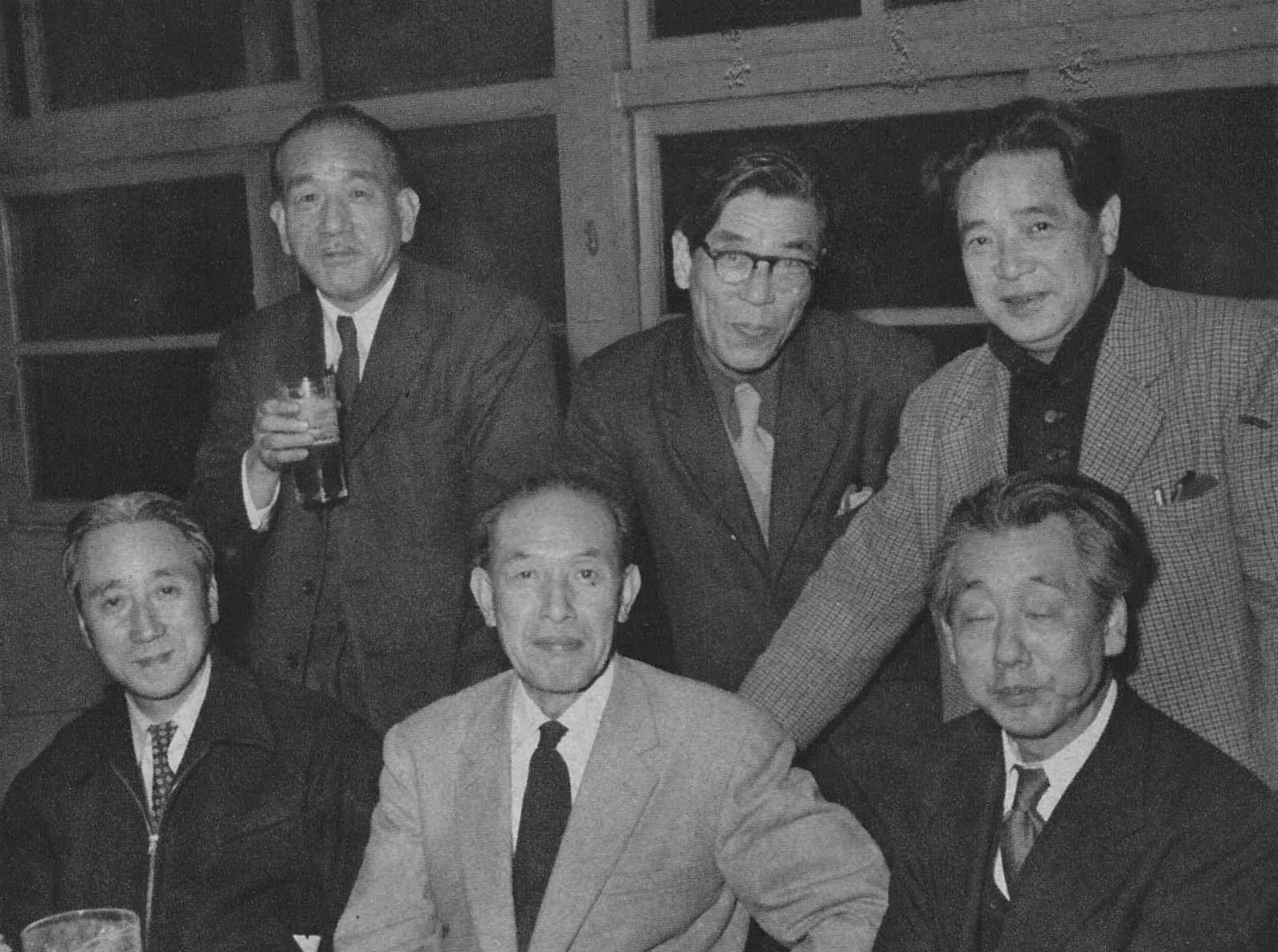
De g. à d. : Heinosuke Gosho, Yasujirō Ozu, Tomu Uchida, Kiyohiko Ushihara, Isamu Kosugi et Mikio Naruse en 1955.

Tomu Uchida en 1959.

Rentré au Japon, il travaille à la compagnie Toei et devient un spécialiste renommé du jidai-geki dans un style plus réaliste et teinté de critique sociale. C'est ainsi qu'en 1955, il tourne un des films japonais les plus importants de l'après-Seconde Guerre mondiale : Le Mont Fuji et la lance ensanglantée, où l'influence des idées communistes sur Uchida transparaît nettement dans la critique des rapports entre les classes sociales. Il tourne également des films contemporains (gendaigeki) à thème social comme La Dernière extrémité (Dotanba) en 1957 ou Le Détroit de la faim (1964).
De 1961 à 1971, il réalise six films pour adapter le roman Musashi d'Eiji Yoshikawa qui raconte la vie du samouraï légendaire Musashi Miyamoto (1584-1645). Tomu Uchida meurt au cours du tournage de Duel à mort (真剣勝負, Shinken shōbu) en 1970.
Tomu Uchida a tourné dans plus de 25 films entre 1920 et 1926 et a réalisé 69 films entre 1922 et 1970.

## Filmographie
La filmographie de Tomu Uchida est établie à partir la base de données JMDb.

### Comme acteur
- 1920 : Amateur Club (アマチュア倶楽部, Amachua kurabu?) de Thomas Kurihara (ja)
- 1921 : Kisen hōshi (喜撰法師?) de Thomas Kurihara
- 1921 : Kurueru akuma (狂へる悪魔?) de Thomas Kurihara
- 1921 : Jasei no in (蛇性の婬?) de Thomas Kurihara
- 1922 : Jitsuroku Chūshingura (実録忠臣蔵?) de Shōzō Makino
- 1922 : Étincelle (火華, Hibana?) de Teinosuke Kinugasa
- 1924 : Kaizokutō (海賊島?) de Ogasawara Meihō (ja)
- 1924 : Kuon no hibiki (久遠の響?) de Thomas Kurihara
- 1925 : Gokurakutō no joō (極楽島の女王?) de Ogasawara Meihō
- 1926 : Nasake no hikari (情の光?) de Henry Kotani
- 1926 : Danshi tokkan (男子突貫?) de Frank Tokunaga (en)
- 1926 : Une beauté admirable (素敵な美人, Suketina bijin?) de Minoru Murata
- 1926 : Hakurai tonchinkan (舶来鈍珍漢?) de Shuichi Hatamoto

### Comme réalisateur

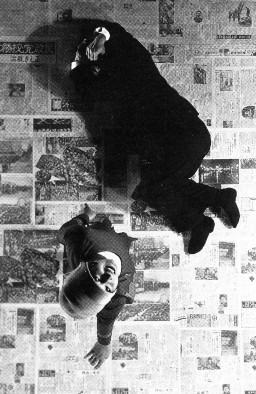
La Poupée vivante (1929).

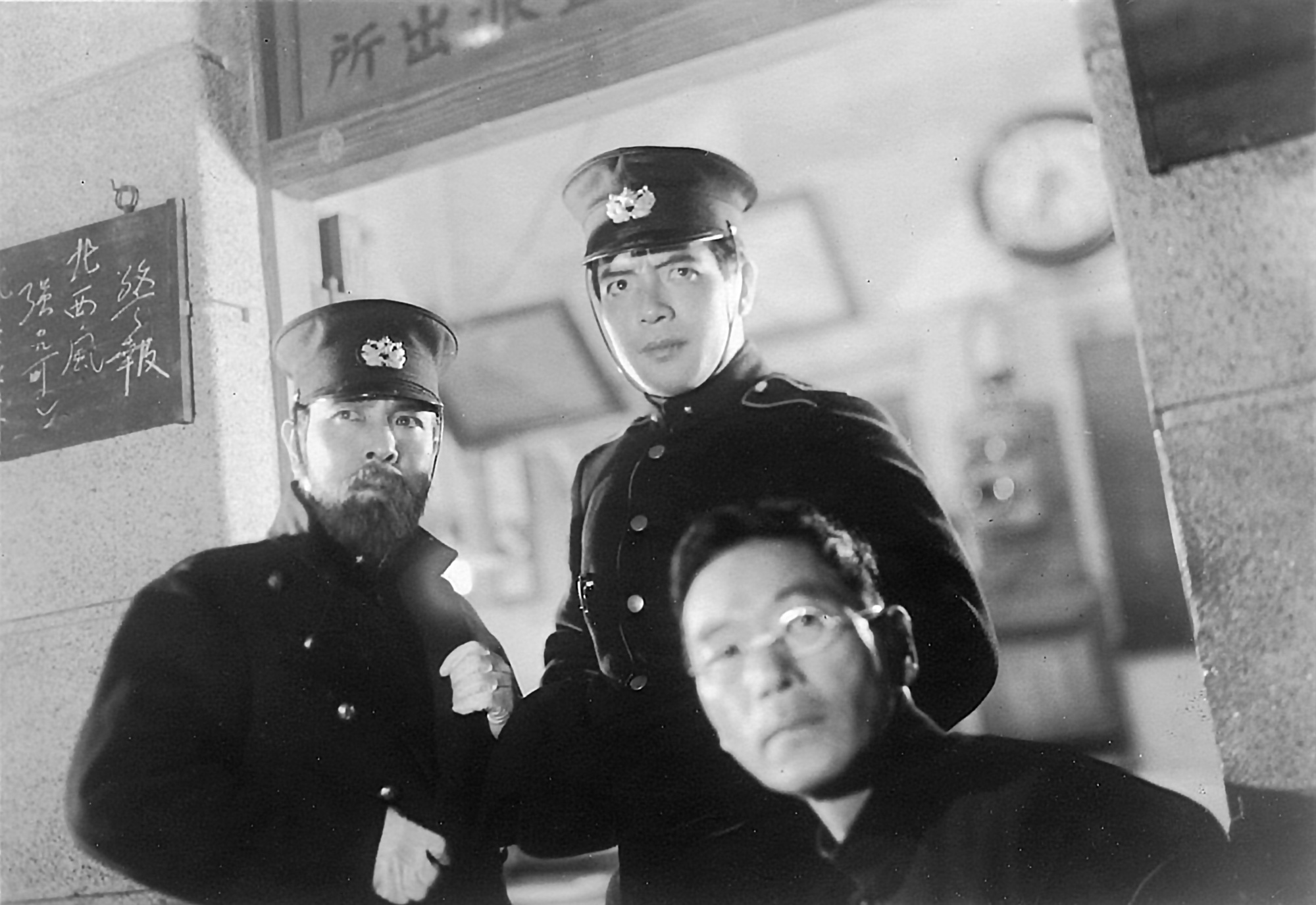
Taisuke Matsumoto et Isamu Kosugi dans Le Policier (1933).

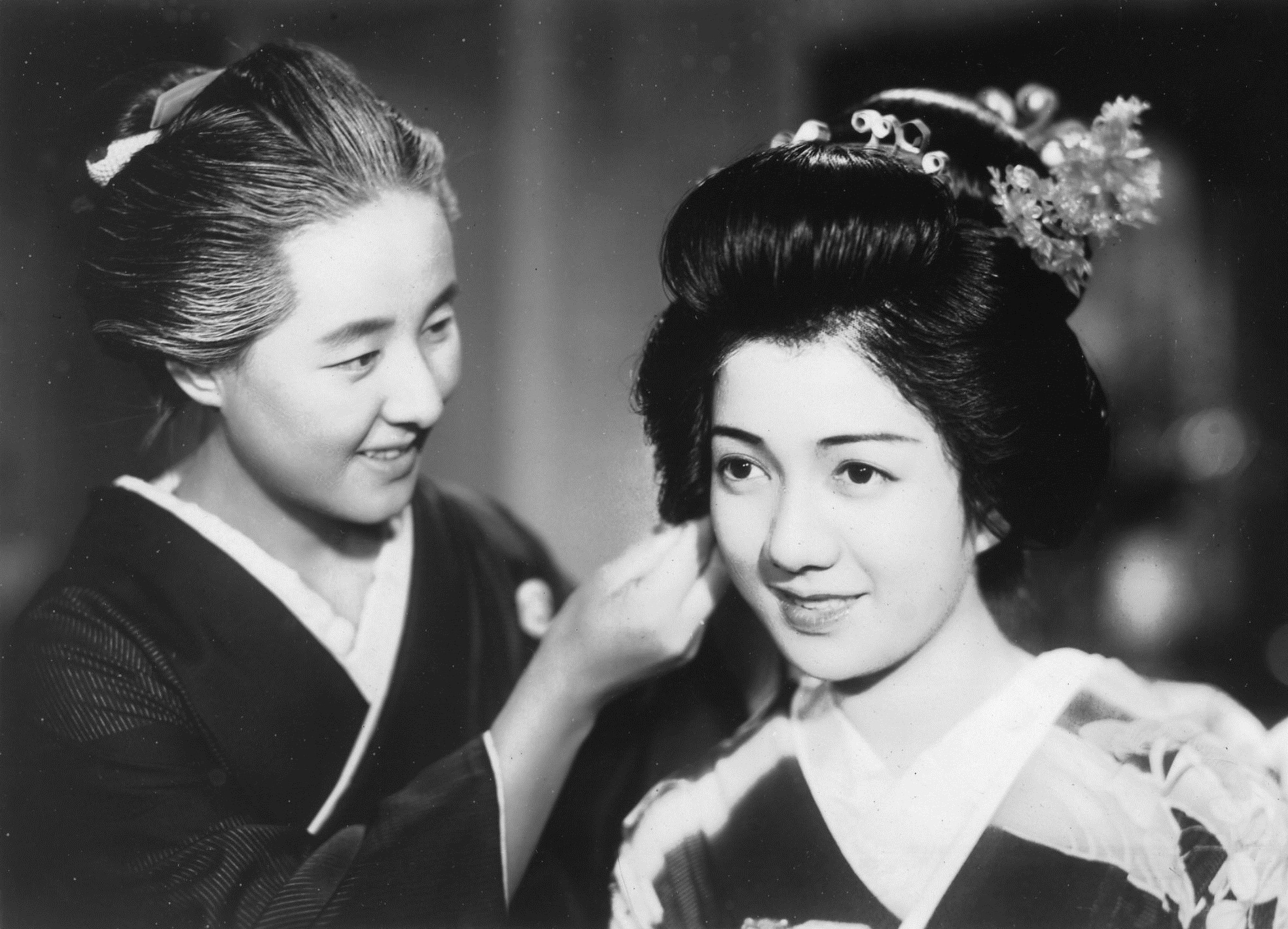
Hisako Takihana et Yukiko Todoroki dans L'Avancée éternelle (1937).

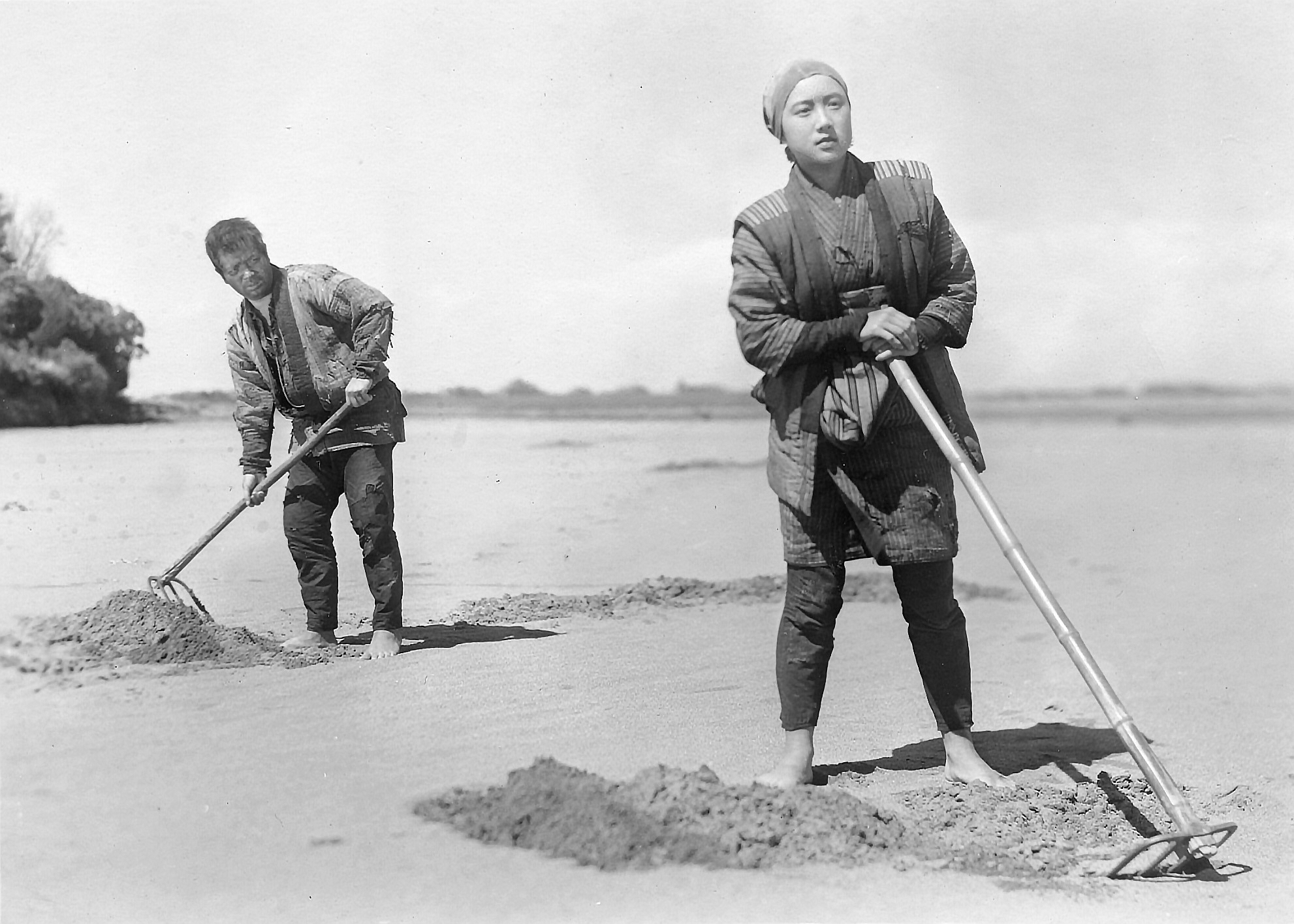
Isamu Kosugi et Akiko Kazami dans La Terre (1939).

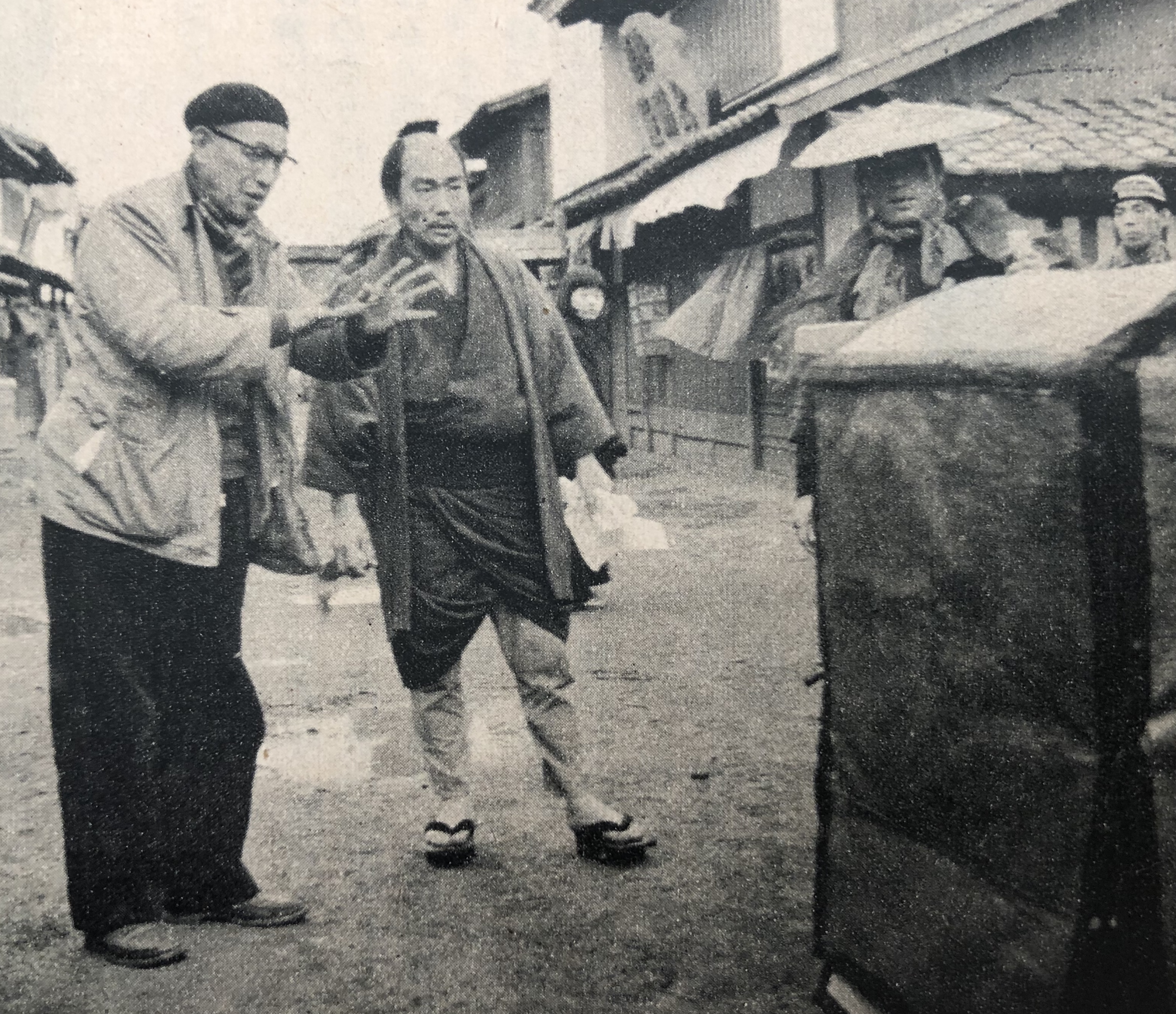
Tomu Uchida sur le tournage de Le Mont Fuji et la lance ensanglantée (1955).

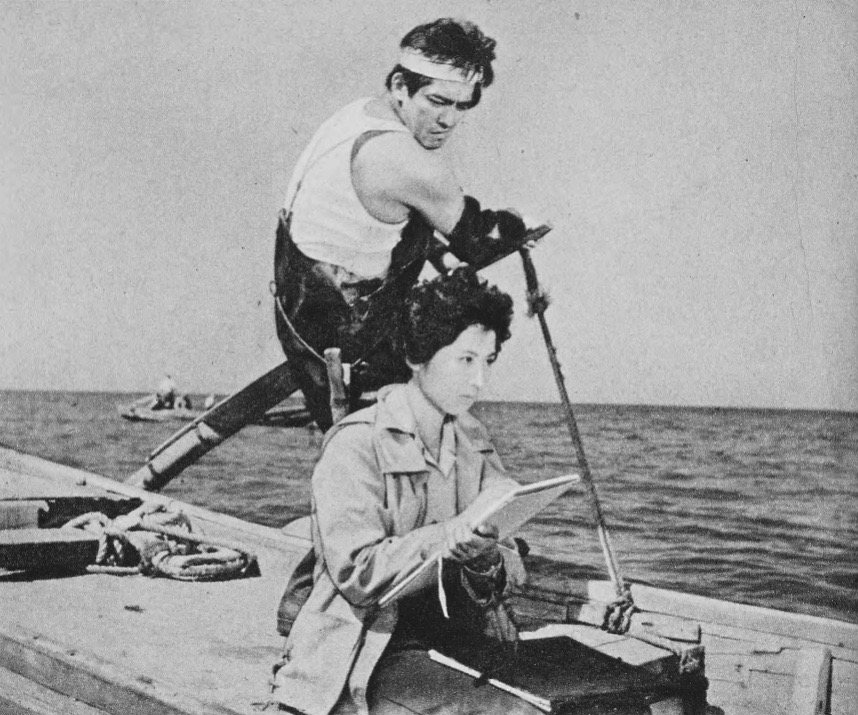
Kyōko Kagawa et Rentarō Mikuni dans La Fête des forêts et des lacs (1958).

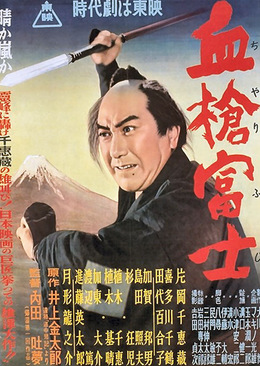
Affiche du film Le Mont Fuji et la lance ensanglantée (1955).

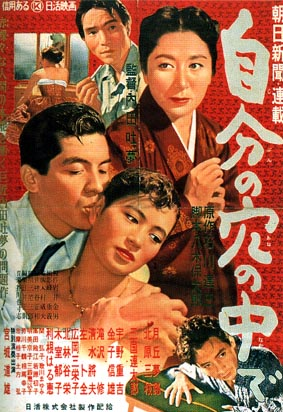
Affiche du film Chacun dans sa coquille (1955).

Sauf indication contraire, les titres en français se basent sur la filmographie de Tomu Uchida dans l'ouvrage Le Cinéma japonais de Tadao Satō.

#### Les années 1920
- 1922 : Ah ! le policier Konishi (噫小西巡査, Aa, Konishi junsa?), coréalisé avec Teinosuke Kinugasa
- 1925 : Enmei-in no semushi otoko (延命院の傴僂男?)
- 1925 : Sensō (戦争?)
- 1925 : Giketsu (義血?)
- 1925 : Vanity Is Hell (虚栄は地獄, Kyoei wa jigoku?)[3]
- 1927 : Trois jours de compétition (競走三日間, Kyoso mikkakan?)
- 1927 : Les Chaussures (靴, Kutsu?)
- 1927 : Gloire future (未来の出世, Mirai no shusse?)
- 1927 : Le Roi du canotage (漕艇王, Sōteiō?)
- 1927 : Le Groupe oriental des yakuzas (東洋武侠団, Tōyō bukyō-dan?)
- 1927 : Le Paresseux (なまけ者, Namakemono?)
- 1927 : Pluie de bombes (砲煙弾雨, Hōen dan'u?)
- 1928 : La Ligue antialcoolique des buveurs (のみすけ禁酒騒動, Nomisuke kinshu undo?)
- 1928 : La Terre tourne III (地球は廻る 第三部 空想篇, Chikyu wa mawaru: Dai-san-bu Kuso hen?)
- 1928 : Le Riche Avare (けちんぼ長者, Kechinbo choja?)
- 1928 : La Lumière (光, Hikari?)
- 1929 : Le Vent du monde libre (娑婆の風, Shaba no kaze?)
- 1929 : La Poupée vivante (生ける人形, Ikeru ningyō?)[4]
- 1929 : La Marche de la Nikkatsu (日活行進曲, Nikkatsu kōshin kyoku?)
- 1929 : Taiyōji, l'enfant des mers (大洋児出船の港, Taiyōji defune no minato?)
- 1929 : La Sueur (汗, Ase?)[5]

#### Les années 1930
- 1930 : Le Jour de l'aller-retour au paradis (天国その日帰り, Tengoku sono higeari?)[6]
- 1931 : Jean Valjean (ジャンバルジャン, Jan Barujan?)[7]
- 1931 : Miss Japon (日本嬢, Misu Nippon?)
- 1931 : Les Faits divers (三面記事, Sanmen kiji?)
- 1931 : Le Champion de la vengeance (仇討選手, Adauchi senshu?)
- 1932 : Debout sur la terre (大地に立つ, Daichi ni tatsu?) (film en deux parties)
- 1932 : Un amour infini (愛は何処までも, Ai wa doko mademo?)
- 1933 : L'Appel de l'Asie (叫ぶ亜細亜, Sakebu Ajia?)
- 1933 : Le Policier (警察官, Keisatsukan?)[8]
- 1934 : Le Soleil sur le fleuve (河の上の太陽, Kawa no ue no taiyō?)[9]
- 1934 : Vent chaud (熱風, Neppu?)
- 1935 : Le Trône de l'homme blanc I (白銀の王座 前篇, Hakugin no ōza: Zenpen?)
- 1935 : Le Trône de l'homme blanc II (白銀の王座 後篇, Hakugin no ōza: Kōhen?)
- 1936 : Le Théâtre de la vie - Jeunesse (人生劇場, Jinsei gekijō: Seishun hen?)
- 1936 : La Couronne de vie (生命の冠, Seimei no kanmuri?)
- 1937 : La Ville nue (裸の町, Hadaka no machi?)
- 1937 : L'Avancée éternelle ou Le Chemin sans fin (限りなき前進, Kagirinaki zenshin?)
- 1938 : Les Mille et une nuit de Tokyo (東京千一夜, Tōkyō sen'ichiya?)
- 1939 : La Terre (土, Tsuchi?)[10]

#### Les années 1940
- 1940 : Histoire I (歴史 第一部 動乱戊辰, Rekichi: Daiichibu: Dōran Boshin?)
- 1940 : Histoire II-III (歴史 第二部 焦土建設、第三部 黎明日本, Rekichi: Dainibu: Shodo kensetsu - Daisanbu: Reimi Nihon?)
- 1942 : Torii Suneemon (鳥居強右衛門?)

#### Les années 1950
- 1955 : Le Mont Fuji et la lance ensanglantée (血槍富士, Chiyari Fuji?)[11]
- 1955 : Le Bar du crépuscule (たそがれ酒場, Tasogare sakaba?)[12]
- 1955 : Chacun dans sa coquille (自分の穴の中で, Jibun no ana no nakade?)[13]
- 1956 : La Révolte des Kuroda (黒田騒動, Kuroda sōdō?)
- 1956 : Les Paysans opprimés (逆襲獄門砦, Gyakushu gokumon toride?)
- 1957 : La Route des malandrins (暴れん坊街道, Abarenbō kaidō?)
- 1957 : Le Passage du grand Bouddha, partie 1[14] ou Le Col du grand Bouddha 1[15] (大菩薩峠, Daibosatsu tōge?)
- 1957 : La Dernière Extrémité (どたんば, Dotanba?)
- 1958 : Un lion de mille ryos (千両獅子, Senryō jishi?)
- 1958 : Le Passage du grand Bouddha, partie 2[16] ou Le Col du grand Bouddha 2[17] (大菩薩峠 第二部, Daibosatsu tōge: Dainibu?)
- 1958 : La Fête des forêts et des lacs (森と湖のまつり, Mori to mizuumi no matsuri?)
- 1959 : Le Passage du grand Bouddha, partie 3[18] ou Le Col du grand Bouddha 3[19] (大菩薩峠 完結篇, Daibosatsu tōge: Kanketsu hen?)
- 1959 : Daihyōga o yuku (大氷河を行く?) (documentaire)
- 1959 : Une histoire d'amour de Naniwa (浪花の恋の物語, Naniwa no koi no monogatari?)

#### Les années 1960 et 1970
- 1960 : Saké, femmes et lances (酒と女と槍, Sake to onna to yari?)
- 1960 : Meurtre à Yoshiwara (花の吉原百人斬り, Hana no Yoshiwara hyaku-nin giri?)[20]
- 1961 à 1971 : Musashi Miyamoto en 6 épisodes[21] :
  - 1961 : La Légende de Musashi Miyamoto (宮本武蔵, Miyamoto Musashi?)
  - 1962 : Les Moines lanciers du temple Hozoin (宮本武蔵 般若坂の決斗, Miyamoto Musashi: Hannyazaka no kettō?)
  - 1963 : À deux sabres (宮本武蔵 二刀流開眼, Miyamoto Musashi: Nitōryū kaigen?)
  - 1964 : Seul contre tous à Ichijoji (宮本武蔵 一乗寺の決斗, Miyamoto Musashi: Ichijōji no kettō?)
  - 1965 : Duel de l'aube (宮本武蔵 巌流島の決斗, Miyamoto Musashi: Ganryū-jima no kettō?)
  - 1971 : Duel à mort (真剣勝負, Miyamoto Musashi: Shinken shōbu?)
- 1962 : La Renarde folle (恋や恋なすな恋, Koi ya koi nasuna koi?)
- 1965 : Le Détroit de la faim (飢餓海峡, Kiga kaikyo?)[22]
- 1968 : Le Théâtre de la vie (人生劇場 飛車角と吉良常, Jinsei gekijō: Hishakaku to Kiratsune?)[23]

## Distinctions
Sauf indication contraire, les informations mentionnées dans cette section peuvent être confirmées par la base de données cinématographiques IMDb,  présente dans la section « Liens externes ».

### Récompenses
- 1938 : prix Kinema Junpō du meilleur film japonais de l'année 1937 pour L'Avancée éternelle[24]
- 1940 : prix Kinema Junpō du meilleur film japonais de l'année 1939 pour La Terre[24]
- 1966 : prix Mainichi du meilleur réalisateur pour Le Détroit de la faim[25]
- 1972 : Charybdis d'or pour Duel à mort au festival du film de Taormine

### Sélections
- 1939 : coupe Mussolini du meilleur film pour La Terre au festival de Venise[26]
- 1962 : Lion d'or du meilleur film pour La Renarde folle au festival de Venise[27]